# 与那覇前浜

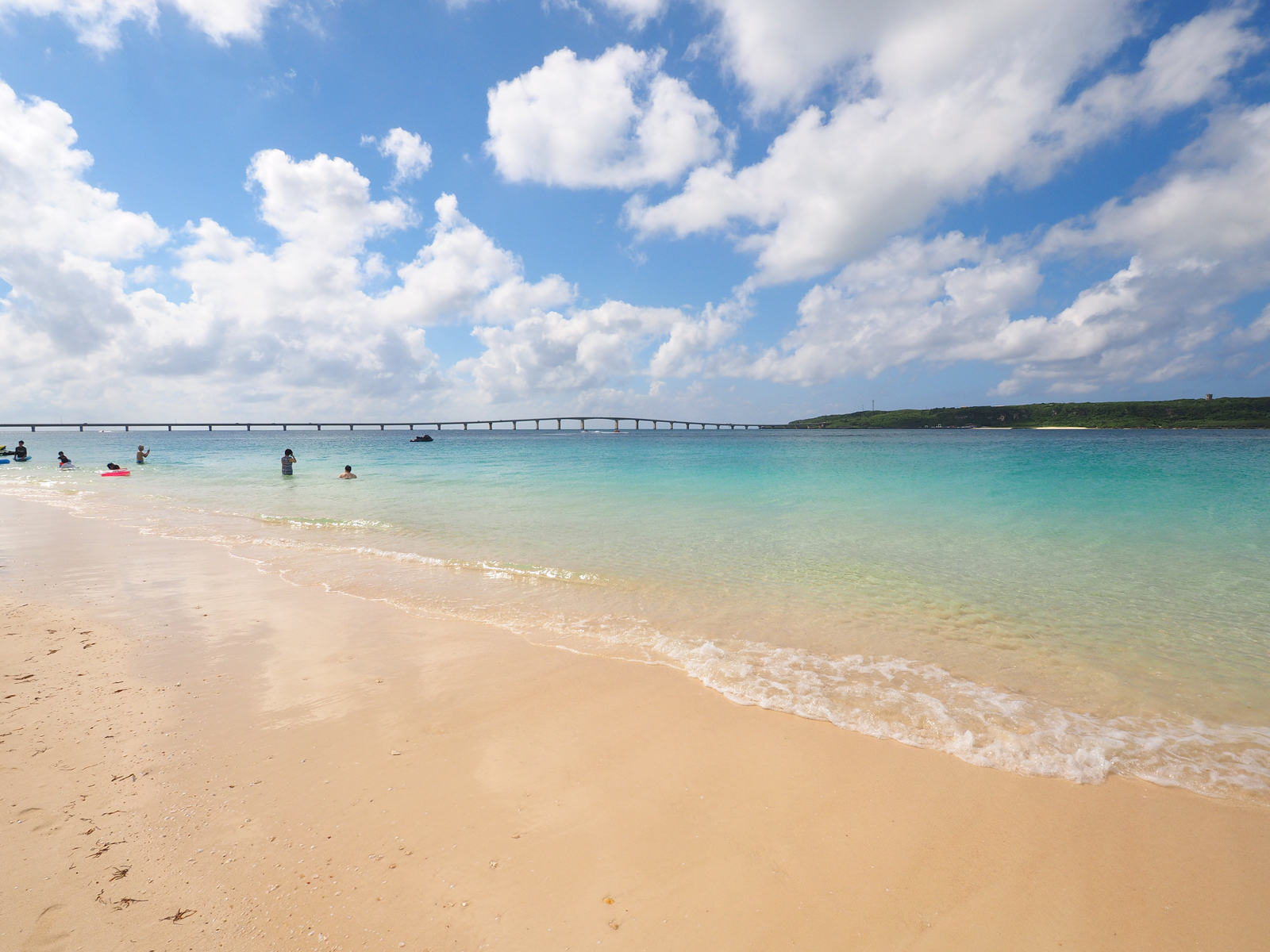
与那覇前浜（手前）と来間大橋（奥左）・来間島（奥右）

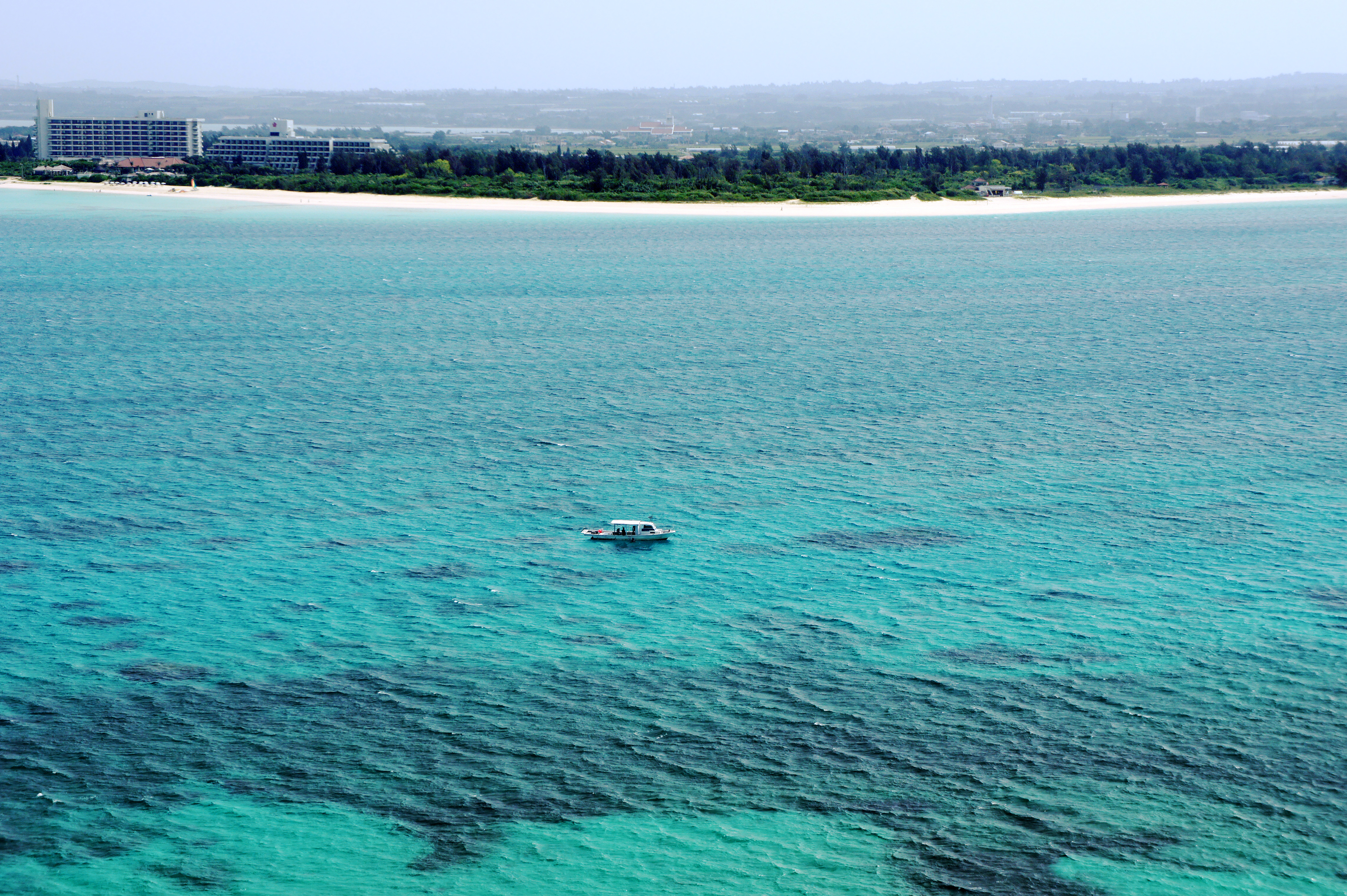
来間島から見た与那覇前浜。左端が宮古島東急リゾート

与那覇前浜（よなはまえはま）は、沖縄県宮古島市の宮古島にある砂浜・海水浴場である。

## 地理
宮古島の南西の端にある白砂の海岸で、延長は7 kmに及ぶ。
地元（特に与那覇地区）では単に前浜（まいぱま、まいばま）と呼ばれていたが、近年はビーチを付して前浜ビーチと呼ばれることが多い。平良方言では「マイ」は「前」だけでなく「南」をも意味する語であり、この海浜は与那覇地区の前方かつ南方にあることから、前浜と名付けられたと考えられている。
近年、砂浜の侵食が進んでおり、観光への影響が懸念されている。特に2018年に相次いで襲来した台風24号、25号で浸食が急速に拡大しており、幅数十mにわたって深さ約3mの侵食が進み絶壁が連なるように見える箇所も出ている。
対面に来間島が位置し、砂浜の南東端には来間島との間を結ぶ来間大橋が架かる。また、そのやや北西側には、かつて架橋前に来間島との間の連絡船が発着していた前浜港がある。

## 施設
砂浜のほぼ中央には、宮古島東急リゾートが位置する。
また、南東寄りには、無料の駐車場、更衣所・シャワー・トイレや、売店・食堂のMIPAMA ES SU CASA（マイパマエスカーサ）がある。この施設は、2016年（平成28年）4月1日から営業を休止していた「ウインディまいばま」をリニューアルして、2017年（平成29年）4月2日にプレオープン、4月28日にグランドオープンしたもので、軽食、飲み物、バーベキュー等を提供するとともに、特産品も販売している。
シーズン中はクラゲ防止ネットが張られ、監視員が常駐する。
夏季には業者がレジャー用品のレンタル等の営業を行っているが、2019年（平成31年）4月からは条例による許認可制度が導入され、ライフセーバーの配置等の条件を満たした事業所のみに、活動範囲を仕切って営業が認可される予定である。

## 評価
トリップアドバイザーによる2019年（令和元年）の「日本のベストビーチ トップ10」で1位に選ばれた。また、2017年（平成29年）及び2018年（平成30年）には2位、2016年（平成28年）には3位であった。2013年（平成25年）から2015年（平成27年）までは3年連続で第1位に選ばれており、同社による「日本のベストビーチ20」でも2010年（平成22年）、2011年（平成23年）と2年連続第1位に選ばれていた。
沖縄県では年間利用者数が概ね1万人を超える水浴場に対してシーズン前及びシーズン中に水質調査を行っているが、前浜ビーチは2016年（平成28年）のシーズン中の調査で「水質A」（適）と判定されている。

## イベント
毎年4月に開催される全日本トライアスロン宮古島大会では、この砂浜がスタート地点となる。
宮古島の海びらきもこのビーチで行われる。

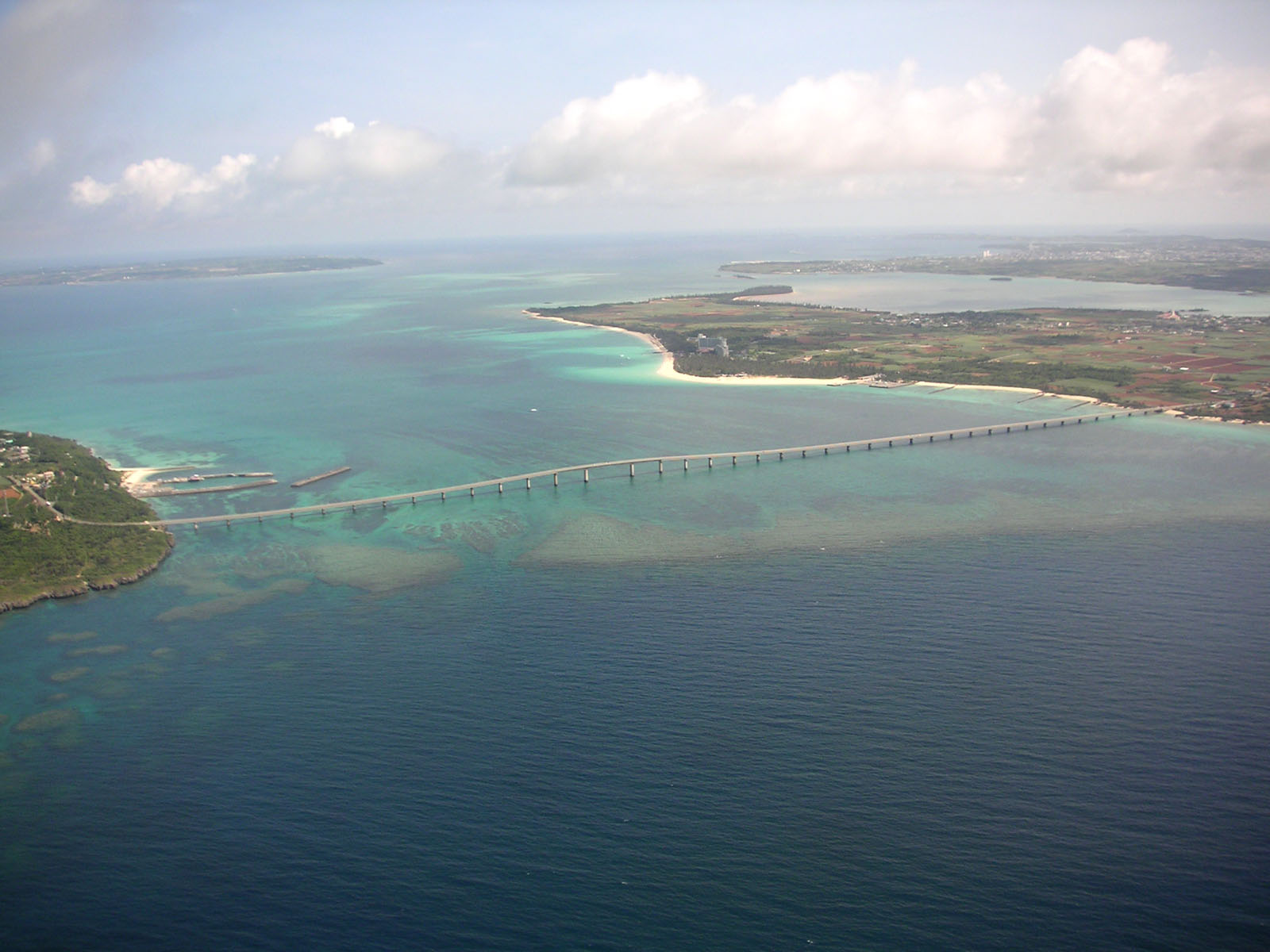
与那覇前浜（右）、来間大橋（中央）と来間島（左端）
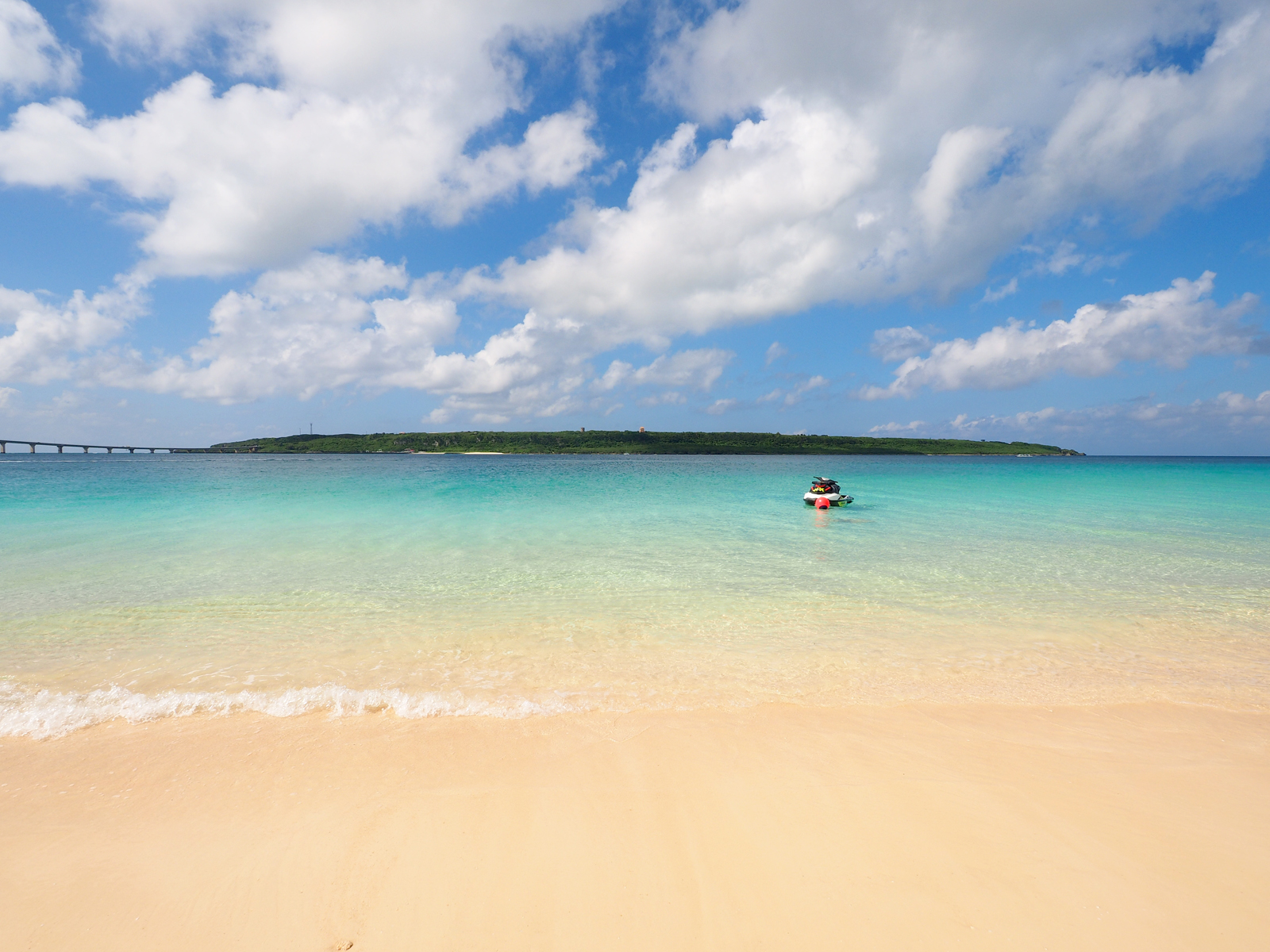
与那覇前浜から望む来間島